# Демчишина Дарія Іванівна
Дарія Іванівна Демчишина (нар. 3 лютого 1919, тепер Миколаївської області — 26 січня 2000, село Миколаївка Казанківського району Миколаївської області) — українська радянська діячка, комбайнер Другої Миколаївської машинно-тракторної станції Казанківського району Миколаївської області. Герой Соціалістичної Праці (20.05.1952). Депутат Верховної Ради СРСР 4—5-го скликань.

## Життєпис
Народилася 3 лютого 1919 (за іншими даними — 14 січня 1919) року в селянській родині. Освіта початкова.
З 1937 року — комбайнер Другої Миколаївської машинно-тракторної станції Казанківського району Миколаївської області. У 1951 році комбайном «Сталінець-6» намолотила із зібраної площі за 25 робочих днів 8109 центнерів зернових культур.
З 1958 року — комбайнер колгоспу «Червона Україна» (потім — радгоспу «Україна») села Миколаївки Казанківського району Миколаївської області. 
Потім — на пенсії в селі Миколаївка Казанківського району Миколаївської області, де й померла.

## Нагороди
- Герой Соціалістичної Праці (20.05.1952)
- два ордени Леніна (20.05.1952, 26.02.1958)
- медаль «За трудову доблесть» (21.08.1953)
- медалі